# Plešce
Plešce je naselje u sastavu Grada Čabra u Republici Hrvatskoj. Nalazi se u unutrašnjosti Gorskog kotara blizu granice sa Slovenijom.
Župa Presvetog Trojstva osnovana je 1807. godine.
Preko puta se župne crkve nalaze kuće koje su nekoć pripadale dvjema najuglednijim pleščanskim obiteljima Muhvić (Sučava šiša) i Čop (Palčava šiša). Potonja je danas muzej te je dostupna posjetiteljima.

## Stanovništvo
| broj stanovnika | 154   | 142   | 161   | 170   | 172   | 183   | 144   | 165   | 158   | 175   | 176   | 164   | 136   | 178   | 159   | 140   | 147   |
|                 | 1857. | 1869. | 1880. | 1890. | 1900. | 1910. | 1921. | 1931. | 1948. | 1953. | 1961. | 1971. | 1981. | 1991. | 2001. | 2011. | 2021. |

## Vanjske poveznice
- Informacije  Arhivirana inačica izvorne stranice od 17. siječnja 2015. (Wayback Machine)